# Temple Run
Temple Run je videohra od společnosti Imangi Studios vytvořená roku 2011 původně vydaná pro systém iOS. Později však byla portována i na systémy Android a Windows Phone 8. Dne 17. ledna 2013 bylo vydáno pokračování původní hry na iOS, 24. ledna pak pro Android a Windows Phone 8.

## Hratelnost
Zatímco hráč běží se svou vybranou postavou, pomocí pohybu doprava, doleva, nahoru a dolů se snaží vyhýbat překážkám, sbírat mince a různé bonusy. Pomocí naklonění zařízení vpravo či vlevo pak určuje po jaké straně hráč poběží. Existují tři typy "mincí": zlatá, červená a modrá. Zlatá má hodnotu jednoho, červená dvou a modrá tří kreditů. Tyto kredity pak hráč může využít pro vylepšení odměn ve hře. Mezi ně patří rychlejší načítání uběhnuté vzdálenosti, více mincí ve hře, více bonusů atd.. Pokud se hráč nevyhne překážce, spadne do propasti nebo se nechá sníst zrůdou, může se pomocí "diamantů" opět vrátit do hry. Tyto diamanty se dají buďto koupit za reálné peníze nebo získat po nasbírání určitých bonusů.

## Popularita
Od prvního vydání v roce 2011 se výrazně zvýšil nárůst její popularity až do té míry, že se Imangi Studios stal více populární než Zynga. V návaznosti na tento úspěch ostatní vývojáři vytvořili hry v podobném stylu, jako je například chrám Guns , Temple Jump a Pyramid Run. V prosinci 2011 byla hra zahrnuta do top 50 nejvíce stahovaných aplikací na iTunes Store a nakonec se stala číslo jedna ve volně stažitelných aplikacích. Původně hra stála 99 centů, ale před prosincem roku 2011 se Imangi Studio rozhodlo zařadit ji mezi zdarma stažitelné.